# Samantha Fish
Samantha Fish (Kansas City, Missouri, 30 de enero de 1989) es una cantante, guitarrista y compositora de blues y de blues rock estadounidense. Tiene varios álbumes en su activo y actúa regularmente con su trío, el Samantha Fish Blues Band.

## Biografía
Samantha Fish nació el 30 de enero de 1989 en Kansas City (Missouri) en Estados Unidos. De adolescente, mientras su hermana mayor Amanda se encerraba en su cuarto para cantar blues, ella se encierra en el suyo para tocar la guitarra. Es influida entonces por los Rolling Stones y Tom Petty o los bluesmen como Stevie Ray Vaughan, Son House y Skip James.
Dominó rápidamente su instrumento, así como el canto, de manera que actúa en escena simplemente acompañada de una batería y de un bajista. Es con esta formación, el Samantha Fish Blues Band, graba en 2009 un primer álbum por su cuenta que le permite ser fichada por el sello de blues alemán Ruf Récords. Éste la hace grabar en 2011 con otras dos cantantes de blues el álbum Girls with Guitars y después bajo su propio nombre el álbum Runaway.
Este álbum es bien acogido y le permite conseguir en 2012 el Blues Music Award  de mejor nuevo artista de blues.
En 2013, Samantha Fish graba su segundo álbum en solitario con Ruf, Black Wind Howlin, en el cual desarrolla un blues saturado de electricidad, después publica, en octubre de 2015 el álbum Wild Heart, con acentos más intimistas y más "roots" que el precedente.
Siempre situada en Kansas City (Missouri), continúa apareciendo regularmente sobre escena, sea con su trío, sea con otros artistas. Estas últimas colaboraciones han dado lugar a dos nuevos álbumes.

## Discografía

### Álbumes solo
- 2009 : Live Bait (Ruf Récords)
- 2011 : Runaway (Ruf Récords)
- 2013 : Black Wind Howling (Ruf Récords)
- 2015 : Wild Heart (Ruf Récords)
- 2017 : Chills & Fever (Ruf Récords)
- 2019 : Kill Or Be Kind (Ruf Récords)
- 2021 : Faster  (Ruf Récords)
- 2022 : The Starduist Sessions  (Ruf Récords) (EP)
- 2022 : LIVE  (Cleopatra  Récords)
- 2023 : Death Wish Blues (Rounder Récords)
- 2025 : Paper Doll (Rounder Récords)

### Álbumes en colaboración
- 2011 : Samantha Fish / Cassie Taylor / Dani Wilde, Girls with Guitars  (Ruf Récords)
- 2012 : Samantha Fish / Dani Wilde / Victoria Smith,  Girls with Guitars Live  (Ruf Récords)
- 2013 : Jimmy Hall / Reese Wynans / Samantha Fish / Kate Moss / Danielle Schnebelen / Kris Schnebelen :  The Healers (Blue Star Connection)
- 2023 : Samantha Fish/Jesse Dayton - Death Wish Blues (Rounder Récords)